# Spiritech
Spiritech è il terzo album in studio del gruppo progressive metal australiano Alchemist, pubblicato nel 1997.

## Tracce
1. Chinese Whispers – 9:33
2. Road to Ubar – 5:39
3. Staying Conscious – 5:42
4. Beyond Genesis – 7:19
5. Spiritechnology – 6:32
6. Inertia – 5:00
7. Hermaphroditis – 4:32
8. Dancing to Life – 6:03
9. Figments – 11:06

## Formazione
- Adam Agius − voce, chitarra, tastiere
- Rodney Holder − batteria
- John Bray − basso
- Roy Torkington − chitarra